# Hagalavadi, Gubbi
Hagalavadi là một làng thuộc tehsil Gubbi, huyện Tumkur, bang Karnataka, Ấn Độ.